# Ermite balafré
Phaethornis rupurumii
Espèce
Statut de conservation UICN

 LC  : Préoccupation mineure
Statut CITES
L'Ermite balafré (Phaethornis rupurumii) est une espèce de colibris de la sous-famille des Phaethornithinae.

## Distribution
L'Ermite balafré est présent dans le nord de l'Amérique du Sud.

## Systématique
Deux sous-espèces sont reconnues par le Congrès ornithologique international :
- P. r. rupurumii ; en Colombie, au Venezuela et au Brésil (Río Negro et Rio Branco) ;
- P. r. amazonicus ; au Brésil (Amazone et Rio Tapajós).

Carte de répartition de l'espèce

## Habitat
Comme la majorité des Phaethornithinae, l'Ermite balafré fréquente les sous-bois dans les forêts tropicales humides, les varzeas, les forêts galeries et les forêts secondaires.

## Référence
(en) « Neotropical Birds Online », Cornell Lab of Ornithology, 25 avril 2011